# 神戸市立太田中学校
神戸市立太田中学校（こうべしりつ おおたちゅうがっこう）は、兵庫県神戸市須磨区にある公立中学校。

## 概要
夜間中学校である神戸市立丸山中学校西野分校が、阪神・淡路大震災以降本校に移転する形で併設されている。

## 沿革
- 1948年（昭和23年） 4月1日 - 神戸市立飛松中学校から分離して、創立される。

## 部活動

### 運動部
- 野球部
- サッカー部
- 柔道部
- バスケットボール部
- 男子卓球部
- 女子ソフトテニス部

### 文化部
- 吹奏楽部
- 美術部
- 家庭科部
- 放送部

## 校区
- 神戸市立だいち小学校

## 卒業生
- 横山光輝（漫画家）
- 久宝留理子（歌手）
- 永島昭浩（元サッカー選手・サッカー解説者）

## 交通アクセス
- 山陽電気鉄道本線・神戸市営地下鉄 板宿駅より西へ徒歩3分。

## 通学区域が隣接している学校
- 神戸市立飛松中学校
- 神戸市立鷹取中学校
- 神戸市立駒ケ林中学校
- 神戸市立西代中学校
- 神戸市立高取台中学校